# 樂高星際大戰：原力覺醒
《樂高星球大戰：原力覺醒》是一款由Traveller's Tales開發，並由華納兄弟互動娛樂所發行在IOS、Microsoft Windows、Nintendo 3DS、OS X、PlayStation 3、PlayStation 4、PlayStation Vita、Wii U、Xbox 360、Xbox One的樂高和星際大戰主題動作冒險遊戲。此作是樂高星際大戰系列的第五部作品。
此作的劇情講述了在《星際大戰六部曲：絕地大反攻》和《STAR WARS：原力覺醒》中的故事。

## 遊玩
此作的遊玩方式基本上和之前的樂高星際大戰差不多，《STAR WARS：原力覺醒》中的間隔，LucasArts也允許在遊戲中探索角色的背後故事。